# جورج هيرش
جورج هيرش (بالفرنسية: Georges Hirsch)‏ هو سياسي فرنسي، ولد في 1895 في باريس في فرنسا، وتوفي في 1974 في الدائرة السادسة عشرة في باريس في فرنسا. انتخب عضو المجلس العام ‏ السين ‏ وانتخب عضو مجلس بلدية باريس.